# Orepukia nummosa
Orepukia nummosa là một loài nhện trong họ Agelenidae.
Loài này thuộc chi Orepukia. Orepukia nummosa được Henry Roughton Hogg miêu tả năm 1909.